# 파올레타 마고니
파올레타 마고니(이탈리아어: Paoletta Magoni, 1964년 9월 14일~)는 이탈리아의 알파인 스키 선수이다. 1984년 동계 올림픽에서 여자 회전 금메달을 획득했다.